# Rozen Maiden
Rozen Maiden (ローゼン・メイデン, Rōzen Meiden) est un manga écrit et dessiné par le duo Peach-Pit. Il a été prépublié entre août 2002 et mai 2007 dans le magazine Monthly Comic Birz de l'éditeur Gentōsha, et a été compilé en un total de huit volumes. Une suite nommée Rozen Maiden II a été prépubliée entre avril 2008 et janvier 2014 dans le magazine Weekly Young Jump de l'éditeur Shūeisha, et a été compilé en un total de dix volumes. La version française des deux séries est publiée par Soleil Manga.
Une adaptation en série télévisée d'animation produite par le studio Nomad a été diffusée entre octobre et décembre 2004. Une deuxième saison intitulée Rozen Maiden: Träumend (ローゼンメイデン トロイメント, Rōzen Meiden Toroimento), a été diffusée entre octobre 2005 et janvier 2006, ainsi que deux OAV intitulés Rozen Maiden: Ouvertüre en décembre 2006. Une troisième série télévisée intitulée Rozen Maiden (ローゼンメイデン, Rōzen Meiden), produite par le Studio Deen, a été diffusée entre juillet et septembre 2013.
Des séries dérivées ainsi que différents produits dérivés ont également vu le jour.

## Synopsis

### Rozen Maiden
Jun est un jeune garçon de 14 ans renfermé qui vit seul avec sa sœur, ses parents voyageant beaucoup pour leurs affaires. Il passe ses journées entières enfermé dans sa chambre à commander des choses bizarres, et la plupart du temps inutiles, sur internet puis les renvoyer avant le délai de rétractation de 15 jours pour se faire rembourser.
Un jour, heureux gagnant d'un tirage au sort, il reçoit une lettre pour le moins bizarre. Il y est écrit : "Voulez-vous la remonter? ou Ne voulez vous-pas la remonter?", "Après avoir entouré votre réponse, déposez cette lettre dans le deuxième tiroir de votre bureau, un esprit viendra la chercher". Jun, jouant le jeu, entoure "Vous la remontez" et dépose la lettre dans le deuxième tiroir de son bureau.
Peu de temps après, il trébuche sur une valise marron qui n'était pourtant pas dans sa chambre au départ. Jun l'ouvre et y découvre une poupée, très réaliste, et une clef. Il remonte la poupée, qui se mit aussitôt à lui parler ! Celle-ci lui dit que c'est parce qu'il a répondu à la lettre. Jun regarde dans le deuxième tiroir de son bureau. Mais malheureusement la lettre n'y est plus. Un clown attaque Jun, la poupée lui demande alors de prêter serment s'il ne veut pas mourir. Hésitant, Jun accepte et se retrouve avec une bague au doigt, la poupée se met à utiliser la magie. Jun apprend, une fois le clown en peluche neutralisé, qu'il est devenu le serviteur de la poupée, et que c'est grâce à son énergie vitale qu'elle peut utiliser sa magie...

### Rozen Maiden II
L'histoire se situe dans un monde parallèle où Jun qui est âgé de 19 ans, n'a pas tourné la clé. Il travaille à mi-temps dans un magasin mais va aussi à la fac. Il tombe un jour sur une boîte pour créer une poupée en kit nommé Shinku. Il commence alors à recevoir des mails de son lui d'une autre dimension (celle de la 1re série), lui disant que la poupée servira de réceptacle à la Shinku de son monde...

## Personnages

### Première saison

#### Les Médiums
Jun Sakurada (桜田 ジュン, Sakurada Jun)
Doublé par : Asami Sanada (VF : Thierry Janssen)
Médium de Hinaichigo, Shinku et de Suiseiseki.
Mitsu Kusabue (草笛 みつ, Kusabue Mitsu)
Médium de Kanaria, une fan des poupées.
Megu Kakizaki (柿崎 めぐ, Kakizaki Megu)
Médium de Suigintou, une jeune adolescente très faible, souffrant d'une maladie cardiaque congénitale. Elle considère Suigintou comme étant l'ange de la mort venu lui ôter la vie.

#### Les Rozen Maiden
Suigintou (水銀燈, Lampe de Mercure)
Doublée par : Rie Tanaka (VF : Claire Tefnin)
La première des Rozen Maiden. Elle a tout de même eu sa rosa mystica après les autres, plus exactement à sa "mort", seul son amour envers Rozen la tenait debout. C'est une poupée incomplète (un débris comme le dit Shinku). Rozen l'a abandonné pour créer d'autres poupées. Il lui manque le ventre. Suiginto voue une haine sans égale envers Shinku en raison de la traitrise et l'hypocrisie dont Hinaichigo a fait preuve il y a 68 ans. Sa détermination à remporter le Jeu d'Alice et ses attaques dévastatrices basées sur les plumes en font une adversaire redoutable.
Sa couleur est le violet/noir, et lors des combats, elle tire ses plumes ravageuses, ainsi que d'étranges flammes bleues.
Elle peut également déployer ses ailes. Dans l'anime, elle n'a pas de ventre, tandis que dans le manga, des fissure sont sur son dos, à l'emplacement de ses ailes. Dans la deuxième saison, elle semble avoir perdu la mémoire mais elle la retrouve en se baladant dans la ville.
Médium :  Meg (Manga, deuxième saison de l'anime.)
Esprit artificiel :  Mei Mei qui peut se transformer en épée. Le nom de "Mei Mei" viens du japonais "mei", signifiant "obscurité".
Kanaria (金糸雀, Oiseau aux ailes dorées, canari)
Doublée par : Yumi Shimura
La deuxième Rozen Maiden. Elle est tout aussi adorable qu'excentrique. Par son comportement, elle ressemble beaucoup à Hinaichigo. Elle adore l'omelette sucrée et cherche sans cesse des moyens d'entrer chez Jun pour défier les autres poupées au Jeu d'Alice.
Sa couleur est le jaune et lors des combats elle envoie des ondes soniques dévastatrices à l'aide de son violon.
Ses attaques portent des noms de composition musicales (exemple : Requiem des âmes en peine)
Médium :  Mitsu Kusabue (Mi-chan), aussi excentrique que sa poupée.
Esprit artificiel :  Pizzicatto qui se transforme en violon.
Suiseiseki (翠星石, Étoile de Jade)
Doublée par : Natsuko Kuwatani (VF : Cathy Boquet)
La troisième Rozen Maiden. Sœur jumelle de Souseiseki. Suiseiseki et Souseiseki sont les jardinières des rêves. Suiseiseki a peur et hait les humains. Au départ, elle est assez immature, elle est parfois méchante mais elle est aussi très sensible. Elle prend un malin plaisir à embêter Hina-Ichigo (et à lui manger ses desserts...). Lors des combats, elle fait pousser des plantes avec son arrosoir et envoie ses plantes sur ses ennemis.
Sa couleur est le vert et elle peut faire pousser n'importe quelles fleurs ou encore pénétrer dans les rêves des humains et s'occuper de leur "arbre spirituel".
Médium :  Jun (il faudra attendre un certain temps avant qu'elle accepte de lui donner sa bague, au moment où toutes ses sœurs seront en position de faiblesse contre Suigintou dans le manga (Barasuishou dans l'animé)...
Esprit artificiel :  Suidream (Rêve de Jade), qu'elle transforme en arrosoir.
Souseiseki (蒼星石, Étoile de lapis-lazuli)
Doublée par : Rika Morinaga (VF : Sophie Landresse)
La quatrième poupée Rozen Maiden. Sœur jumelle de Suiseiseki. Elle possède néanmoins un tempérament plus posé que celui de sa sœur jumelle. Souseiseki est d'une nature très généreuse et cherche toujours à faire ce qui est pour le mieux pour tout le monde. Elle et sa sœur jumelle sont les jardinières des rêves et s'occupent des arbres spirituels des gens endormis. Elle (ainsi que sa sœur) a les yeux vairons. Elle reste toujours auprès de Killonie.
Sa couleur est le bleu et elle peut aussi pénétrer dans les rêves des humains et protéger, tailler, ou détruire leurs arbres.
Médium :  Motoharu Shibasaki (elle n'a pas fait de pacte avec lui) - Grand-père - (Anime) / Jun.
Esprit artificiel :  Lempika, qu'elle transforme en sécateur.
Shinku (真紅, Pur Rubis, rouge écarlate)
Doublée par : Miyuki Sawashiro  (VF: Esther Aflalo) 
La cinquième Rozen Maiden. Shinku est très capricieuse. Elle aime beaucoup le thé noir, la discipline et les bonnes manières. Il lui arrive souvent de se comporter comme une "enfant gâtée". Pour Shinku (contrairement aux autres Rozen), lorsqu'un pacte est passé, l'humain devient le serviteur. Shinku est une poupée au grand cœur. Passionnée de la série "Detective Kun Kun".
Sa couleur est le rouge, et ses attaques sont constituées de pétales de roses.
Médium : Jun, Sarah (dans Rozen Maiden Ouvertüre, est l'ancienne médium de Shinku)
Esprit artificiel :  Holie, qu'elle transforme en canne (bizarrement une arme redoutable). Elle s'en sert également pour ouvrir les portes.
Hina-Ichigo (雛苺, Petite baie, petite fraise)
Doublée par : Sakura Nogawa
La sixième Rozen Maiden. C'est une petite poupée très mignonne qui adore les fraises et les Unnyu. Elle est très capricieuse. Elle est aussi, un peu comme une princesse. Hinaichigo a une peur affreuse de se retrouver seule. Elle est toujours très gentille avec ses sœurs.
Sa couleur est le rose et ses attaques sont constituées de pousses de fraisiers.
Médium :  Jun et Tomoe (manga & animé)
Esprit artificiel :  Berry Bell. Il n'est pas très malin et très timide. Il se cogne contre chaque porte.
Kirakishou (雪華綺晶, Cristal de neige)
La septième Rozen Maiden. Elle apparaît dans le dernier épisode de la série, on ne la voit que pendant trois secondes (on pourrait penser qu'il s'agit de Barasuishou car elles sont identiques, n'ayant que pour seules différences que Kirakishou a son cache-œil sur l'œil droit, comparativement à Barasuishou qui l'a sur l'œil gauche. Aussi, les vêtements de Kirakishou sont plus pâles que ceux de Barasuishou). Dans le manga, on apprend que son existence n'est qu'astrale. Elle vit à travers le N-Field, ne possédant pas de corps matériel. Rozen la créa dans l'idée qu'une fille parfaite ne devait pas être retenue dans un corps.
Son but est de prendre tous les médiums et les utiliser comme réserve d'énergie.
Dans la 2e série du manga, elle arrive à pénétrer le monde parallèle en utilisant la poupée créé par Jun du "monde qui n'a pas été tournée" (qui se révèle être le corps de Souseiseki) et désirera l'avoir comme médium, le considérant comme son maître.
Sa couleur est le blanc.
Médium :  Odile Fosset, puis Jun Sakurada qui n'a pas touné (manga)
Esprit artificiel :  Sûfî (Blanc)
Barasuishou (薔薇水晶, Rose de Cristal)
Doublée par : Saori Gotou
Barasuishou a été créée par Enju, qui s'avère être l'apprenti de Rozen. Jaloux de ce dernier, Enju concevra Barashuishou pour affronter et vaincre les Rozen Maiden. Elle envoie des cristaux de tailles diverses. Elle est la principale antagoniste de l'histoire, suivie par Suigintou.
Elle remporte le Jeu d'Alice en tuant toutes les autres poupées (à part Kirakishou, dont on ignorait alors l'existence), mais elle meurt car les Rosae Mysticae ne la considèrent pas comme une Rozen Maiden (elle n'est pas fabriquée par Rozen). Après quoi 5 Rozen Maiden battues ce jour-là reprirent vie. Les deux qui n'ont pas repris vie sont Hina Ichigo et Souseiseki car Rozen a expliqué à Shinku qu'elle le fera elle-même.
Médium :  Enju (?)
Esprit artificiel : 

#### Personnages secondaires
Nori Sakurada (桜田 のり, Sakurada Nori)
Doublée par : Noriko Rikimaru
Grande sœur de Jun.
Tomoe Kashiwaba (柏葉 巴, Kashiwaba Tomoe)
Doublée par : Masayo Kurata (VF : Julie Basecqz)
Amie de Jun. Ancienne Médium de Hina Ichigo. Après d'avoir puisé une quantité trop puissante, Hina Ichigo baisa la bague qui se détruit.
Sarah (サラ, Sara)
Médium de Shinku dans le passé.
Rozen (ローゼン, Rōzen)
Créateur des Rozen Maiden (sauf Barasuishou).
Démon Laplace (Magicien Laplace) (ラプラスの魔, Rapurasu no Ma)
Étrange lapin parlant arpentant le N-Field. Arbitre du Jeu d'Alice.
Enju (槐)
Créateur de Barasuishou.
Détective Kunkun (くんくん探偵, Kunkun Tantei)
C'est le héros fictif d'un spectacle de marionnettes télévisé qu'apprécient énormément les Rozen Maiden, et tout particulièrement Shinku.

### Seconde saison
Jun Sakurada (桜田ジュン, Sakurada Jun)
Shinku (真紅, Shinku, Éclat ou clarté de rubis)
Suigintou (水銀燈, Suigintou, Lampe de Mercure)
Kirakishou (雪華綺晶, Perce neige de cristal)
Megu Kakizaki (柿崎めぐ)
Médium de Suigintou puis de Kirakishou.
Suiseiseki (翠星石, Étoile de Jade)
Souseiseki (蒼星石, Étoile de lapis-lazuli)
Kanaria (金糸雀, Moineau au plume d'or)
Hina Ichigo (雛苺, Hinaichigo)

## Manga
La série, écrite et dessinée par le duo Peach-Pit, a été prépubliée dans le magazine Monthly Comic Birz de l'éditeur Gentōsha entre le 12 août 2002 et le 30 mai 2007. La prépublication est en fait mis en pause à cause de problème éditoriaux. Les différents chapitres ont ensuite été compilés en huit volumes entre mars 2003 et juin 2007,. L'éditeur Shūeisha a ensuite sorti une réédition en sept volumes entre avril et novembre 2008,. L'éditeur Soleil Manga a publié en version française la première version ainsi que la réédition en sept tomes.
En mars 2008, Peach-Pit publie un one shot nommée Shoujo no Tsukurikata (少女のつくり方). La reprise de la publication de la série, annoncée à la suite de ce chapitre, a eu lieu le mois suivant dans le magazine Weekly Young Jump et s'achève en janvier 2014. Cette suite est également éditée en version française par Soleil Manga.
Une troisième série, Rozen Maiden 0, est prévue pour le 19 février 2016 dans le magazine Ultra Jump.

## Anime
Le manga a été adapté en série télévisée d'animation produite par Tokyo Broadcasting System et animée par le studio Nomad. Elle a été diffusée pour la première fois sur la chaîne TBS du 7 octobre au 23 décembre 2004. Une deuxième saison intitulée Rozen Maiden Träumend (ローゼンメイデン トロイメント, Rōzen Meiden Toroimento) a été annoncée en mars 2005. Elle a été diffusée pour la première fois sur la chaîne TBS du 20 octobre 2005 au 26 janvier 2006. En août 2006, TBS annonce la production de deux OAV intitulés Rozen Maiden: Ouvertüre (ローゼンメイデン オーベルテューレ Rōzen Meiden Ōberutyūre), sortis le 22 et 23 décembre 2006. En novembre 2012, une annonce d'une troisième adaptation en série télévisée est faite dans le magazine Weekly Young Sunday. Intitulée Rozen Maiden: Zurückspulen (ローゼンメイデン), il s'agit de l'adaptation d'une partie de la seconde saison du manga qui se termine sur un Cliffhanger, même si en 2019, aucune suite n'y a encore été annoncée. Contrairement aux deux premières séries, elle est produite par le Studio Deen, et a été diffusée pour la première fois sur la chaîne TBS du 4 juillet au 26 septembre 2013,.
En France, les première et deuxième saisons ainsi que les OAV sont éditées en DVD par Kazé,,.

### Musiques

#### Génériques
- Saison 1 :

1. Opening : Kinjirareta Asobi de ALI PROJECT
2. Ending : Toumei Shelter de refio+Shimotsuki Haruka

- Saison 2 :

1. Opening : Seishoujo Ryouiki de ALI PROJECT
2. Ending : Hikari no Rasenritsu de kukui

- Rozen Maiden Ouvertüre :

1. Opening : Baragoku Otome de ALI PROJECT
2. Ending : Utsusemi no Kage kukui

- Version 2013 :

1. Opening : Watashi no Bara wo Haminasai de ALI PROJECT
2. Ending : Alternative d'Annabel

#### OST
Par: Mitsumune Shikichi
- Saison 1

1. Battle of Rose
2. Komatta Shumi
3. Atatakana Kokoro
4. Ivy
5. Reminiscence
6. Kurayami Yori Kitaru Mono
7. Noble Dolls
8. Kanshaku
9. Cute Girl
10. Hageshii Omoi
11. Junan no Hibi
12. Battle in the House
13. Naisei
14. Awai Omoide
15. Kodoku na Kokoro
16. Abstract
17. Kowareta Sekai
18. Rose Garden
19. Concerto
20. Alice Game
21. Bara no Chikai
22. Bara no Jubaku
23. Zannin na Kougeki
24. Omocha no Kuni
25. Shukuteki
26. Bright Red
27. Neat Sister
28. Tenshin Ranman
29. Okubyousha
30. Jaaku na Takurami
31. Barricade Sen
32. Kashimashii Kanojotachi
33. Joukigen
34. Funny Dolls
35. Jet Fighters
36. Garden Party
37. Utsukushii Izumi
38. Asa no Choushoku
39. Tantei Kunkun
40. Hyoukai
41. Kodakai Oka ni Te
42. Change

- Saison 2

1. Tanjou
2. Shukumei
3. Shoka
4. Slapstick
5. Funky Dolls
6. Kinshi Suzume
7. Barasuishou
8. Akumu
9. Bara Otome
10. Battle of Crystal
11. I'm not Junk
12. Suishou no Field
13. Madoka
14. Mebae
15. Enju
16. Laplace
17. Genius Detective
18. Wrong Way
19. Ashita he

## Produits dérivés

### Publications
Plusieurs séries dérivées ont été créées. Une anthologie nommée Rozen Maiden: Entr'acte (ローゼンメイデン アントラクト, Rōzen Meiden Antorakuto) a été publié par Gentosha en novembre 2005. Une série dérivée nommée Rozen Maiden dolls talk écrite par Haru Karuki a été publiée dans le magazine Ribon entre décembre 2011, et avril 2014. Une deuxième série dérivée nommée Maite wa Ikenai Rozen Maiden (まいてはいけないローゼンメイデン) et écrite par Choboraunyopomi est publiée dans le magazine Miracle Jump depuis décembre 2012,. Le duo Peach-Pit a également publié un one shot en octobre 2013 dans le magazine Ribon.

### Jeux vidéo
Un jeu d'aventure nommé Rozen Maiden Duellwalzer (ローゼンメイデン ドゥエルヴァルツァ, Rōzen Meiden Do~ueruvu~arutsu~a), développé et édité par Taito, est sorti le 27 avril 2006 sur PlayStation 2 au Japon, avant d'être re publié le 15 mars 2007 dans une version "Taito Best". Un deuxième jeu d'aventure et combat nommé Rozen Maiden: Gebetgarden (ローゼンメイデン ゲベートガルテン, Rōzen Meiden Gebētogaruten), aussi édité et développé par Taito, est sorti le 22 mars 2007 sur PlayStation 2.
Un troisième jeu nommé Rozen Maiden: Wechseln Sie Weli Ab (ローゼンメイデン ヴェヘゼルン ジー ヴェルト アップ, Rōzen Meiden Vu~ehezerun Jī Vu~eruto Appu), édité et développé par 5pb, est sorti le 30 janvier 2014 sur PlayStation 3 et PlayStation Vita.

### Autres
La société Jun Planning a sorti une série de 7 Pullip (Hinaichigo, Shinku, SuiginTou, Barasuishou, SuiseiSeki, SouseiSeki, Kirakishou - limitée à 1000 exemplaires pour TBSishop - et Hinaichigo et Shinku détective Kun-kun, limitée à 1000 exemplaire) et 2 Dal (Kanaria ) à l'effigie des poupées de Rozen Maiden entre 2006 et 2008.
Une autre série de 8 pullip, Hinaichigo, Barasiushou, Suigintou, Kirakishou, Shinku, SuiseiSeki, SouseiSeki et Kanaria a été créée par Groove courant 2014 et 2015. Keikujyaku (珪孔雀, Keikujyaku, Chrysocolle) n'est pas une poupée du manga mais une poupée créée par la gagnante d'un concours.